# Pangody
Pangody (rusky Пангоды) je sídlo městského typu v Nadymském okrese v Jamalsko-něneckém autonomním okruhu v Ruské federaci. Žije zde zde 11 132 obyvatel (2021).

## Geografie
Pangody se nachází v tundře Západosibiřské roviny severně od polárního kruhu, téměř 300 km vzdušnou čarou východně od Salechardu. Rozkládá se na levém břehu Pravaje Chetty, pravém přítoku Nadymu, dva kilometry nad soutokem s potokem Pangodou.
126 km jihozápadně od osady je Nadym, správní středisko Nadymského okresu.
V okolí Pangody je větší město jezer, často bezejmenných. V jednom z těchto jezer pramení řeka Jevojacha.
Podnebí v osadě je kontinentálně subarktické, průměrná lednová teplota je -24,7 °C a průměrná červencová je +13,1 °C.

## Etymologie
Toponymum Pangody pochází ze spojení slov „noha“ a „kopec“ z jazyka Něnců. Dá se tedy přeložit jako „úpatí kopce“.

## Historie
Osada byla založena v roce 1971 na levém břehu řeky Pravaja Chetty v souvislosti s objevením a zahájením těžby na ložisku zemního plynu Medvežje. Rozvoj obce zajistila aktivní těžba zemního plynu a výstavba plynovodů Nadym−Punga a Nadym−Centr, které zásobují plynem průmyslové oblasti Uralu. 
V roce 1979 získala osada statut pracovní osady a o několik let později sídlo městského typu.
V roce 2005 si osada zažádala o statut města a požádala o přejmenování na Medvežje. Žádosti nebylo vyhověno.
Dne 15. října 2011 byl Nikolajem, biskupem ze Salechardu a Nového Urengoje, vysvěcen první pravoslavný chrám v osadě – Chrám na počest narození Krista. Ve stejném roce byla v Pangodě otevřena i první mešita.

## Ekonomie
Hlavními místními ekonomickými sektory jsou produkce zemního plynu (Gazprom Dobycha Nadym LLC) a také údržba a provoz plynovodů (Gazprom Transgaz Yugorsk LLC).

## Doprava

### Železnice
V Pangodách se nachází stejnojmenná železniční stanice na tzv. Mrtvé trati.

### Letiště
Osada má své vlastní letiště Medvežje, které v dobách největšího rozvoje těžebních polí v okolí (na přelomu 70. a 80. let) přijímalo až 30 letadel denně. Nyní je uzavřené a nevyužívané.

### Silniční doprava
Délka silnic a ulic v osadě je cca 26 km (stav k 1. lednu 2020). V zimním období je osada spojena tzv. zimní silnicí s Novým Urengojem a Nadymem.
V květnu 2022 bylo spuštěno pravidelné autobusové spojení s Nadymem.